# International Max Planck Research School
Eine International Max Planck Research School (IMPRS) ist ein strukturiertes Doktorandenprogramm der Max-Planck-Gesellschaft, das gemeinsam von einem oder mehreren Max-Planck-Instituten und meistens einer Universität organisiert wird; es können auch mehrere Universitäten und weitere Forschungseinrichtungen beteiligt sein. Derzeit gibt es etwa 70 International Max Planck Research Schools (Stand Februar 2023). Davon befinden sich drei im Ausland (Luxemburg, Niederlande, USA).

## Geschichte
Der Senat der Max-Planck-Gesellschaft (MPG) beschloss 1999 die Gründung von International Max Planck Research Schools (IMPRS). Vorausgegangen waren Abstimmungen mit der Hochschulrektorenkonferenz (HRK) über das Konzept. Mithilfe der IMPRS sollten die Promotionsbedingungen in Deutschland verbessert werden und Deutschland als Forschungsstandort für internationale Nachwuchswissenschaftler attraktiver werden. 2001 vereinbarten die HRK und die MPG ein Programm zur Förderung der IMPRS. 2008 bezeichneten sie die IMPRS als Erfolgsmodell und verständigten sich auf Maßnahmen, die das Studium an einer IMPRS für Nachwuchswissenschaftler noch attraktiver machen sollten.

## Liste
Nachfolgend werden nur aktuelle IMPRS aufgeführt. Einige IMPRS bestanden zuvor in ähnlicher oder anderer Form mit anderem Namen. Stand Februar 2023.
| Name | Beteiligte Max-Planck-Institute | Weblink |
| --- | --- | ------- |
| IMPRS for Advanced Methods in Process and Systems Engineering                                            | Max-Planck-Institut für Dynamik komplexer technischer Systeme, Magdeburg |         |
| IMPRS on Advanced Photon Science (Details)                                                               | Max-Planck-Institut für Quantenoptik, Garching |         |
| IMPRS on Ageing                                                                                          | Max-Planck-Institut für Biologie des Alterns, Köln Max-Planck-Institut für Stoffwechselforschung, Köln Max-Planck-Institut für Neurobiologie des Verhaltens – caesar, Bonn                    |         |
| IMPRS for the Anthropology, Archaeology and History of Eurasia                                           | Max-Planck-Institut für ethnologische Forschung, Halle (Saale) |         |
| IMPRS for Astronomy and Astrophysics                                                                     | Max-Planck-Institut für Radioastronomie, Bonn |         |
| IMPRS for Astronomy and Cosmic Physics (Details)                                                         | Max-Planck-Institut für Astronomie, Heidelberg |         |
| IMPRS on Astrophysics                                                                                    | Max-Planck-Institut für Astrophysik, Garching Max-Planck-Institut für extraterrestrische Physik, Garching                                                                                     |         |
| IMPRS on Behaviorally Smart Institutions                                                                 | Max-Planck-Institut zur Erforschung von Gemeinschaftsgütern, Bonn |         |
| IMPRS – Biological Intelligence                                                                          | Max-Planck-Institut für biologische Intelligenz, Seewiesen und Martinsried |         |
| IMPRS for Biology and Computation                                                                        | Max-Planck-Institut für molekulare Genetik, Berlin |         |
| IMPRS for Brain and Behavior                                                                             | Max-Planck-Institut für Neurobiologie des Verhaltens – caesar, Bonn |         |
| IMPRS for Cell, Developmental and Systems Biology (Details)                                              | Max-Planck-Institut für molekulare Zellbiologie und Genetik, Dresden |         |
| IMPRS on Cellular Biophysics                                                                             | Max-Planck-Institut für Biophysik, Frankfurt am Main |         |
| IMPRS on Chemical Communication in Ecological Systems                                                    | Max-Planck-Institut für chemische Ökologie, Jena |         |
| IMPRS for Chemistry and Physics of Quantum Materials                                                     | Max-Planck-Institut für Chemische Physik fester Stoffe, Dresden |         |
| IMPRS for Comparative Criminal Law                                                                       | Max-Planck-Institut zur Erforschung von Kriminalität, Sicherheit und Recht, Freiburg |         |
| IMPRS on Computational Methods in Psychiatry and Ageing Research                                         | Max-Planck-Institut für Bildungsforschung, Berlin |         |
| IMPRS for Condensed Matter Science                                                                       | Max-Planck-Institut für Festkörperforschung, Stuttgart |         |
| IMPRS on Earth System Modelling                                                                          | Max-Planck-Institut für Meteorologie, Hamburg |         |
| IMPRS on Elementary Particle Physics                                                                     | Max-Planck-Institut für Physik, München |         |
| IMPRS for Elementary Processes in Physical Chemistry                                                     | Fritz-Haber-Institut der Max-Planck-Gesellschaft, Berlin |         |
| IMPRS for Evolutionary Biology                                                                           | Max-Planck-Institut für Evolutionsbiologie, Plön |         |
| IMPRS “From Molecules to Organisms”                                                                      | Max-Planck-Institut für Biologie Tübingen, Tübingen |         |
| IMPRS for Genome Science                                                                                 | Max-Planck-Institut für Dynamik und Selbstorganisation, Göttingen Max-Planck-Institut für Multidisziplinäre Naturwissenschaften, Göttingen                                                    |         |
| IMPRS for Global Biogeochemical Cycles                                                                   | Max-Planck-Institut für Biogeochemie, Jena |         |
| IMPRS on Gravitational Wave Astronomy (Details)                                                          | Max-Planck-Institut für Gravitationsphysik, Potsdam-Golm und Hannover |         |
| IMPRS for Immunobiology, Epigentics and Metabolism                                                       | Max-Planck-Institut für Immunbiologie und Epigenetik, Freiburg |         |
| IMPRS for Infectious Diseases and Immunology                                                             | Max-Planck-Institut für Infektionsbiologie, Berlin |         |
| IMPRS for Intelligent Systems                                                                            | Max-Planck-Institut für Intelligente Systeme, Stuttgart und Tübingen |         |
| IMPRS Knowledge and Its Resources: Historical Reciprocities                                              | Max-Planck-Institut für Wissenschaftsgeschichte, Berlin |         |
| IMPRS for Language Sciences                                                                              | Max-Planck-Institut für Psycholinguistik, Nijmegen, Niederlande |         |
| IMPRS: The Leipzig School of Human Origins                                                               | Max-Planck-Institut für evolutionäre Anthropologie, Leipzig |         |
| IMPRS on the Life Course                                                                                 | Max-Planck-Institut für Bildungsforschung, Berlin |         |
| IMPRS for Living Matter                                                                                  | Max-Planck-Institut für molekulare Physiologie, Dortmund |         |
| IMPRS of Marine Microbiology                                                                             | Max-Planck-Institut für marine Mikrobiologie, Bremen |         |
| IMPRS for Mathematical and Physical Aspects of Gravitation, Cosmology and Quantum Field Theory (Details) | Max-Planck-Institut für Gravitationsphysik, Potsdam-Golm |         |
| IMPRS Mathematics in the Sciences                                                                        | Max-Planck-Institut für Mathematik in den Naturwissenschaften, Leipzig |         |
| IMPRS: The Mechanisms of Mental Function and Dysfunction                                                 | Max-Planck-Institut für biologische Kybernetik, Tübingen |         |
| IMPRS on Moduli Spaces                                                                                   | Max-Planck-Institut für Mathematik, Bonn |         |
| IMPRS for Molecular Biology                                                                              | Max-Planck-Institut für Multidisziplinäre Naturwissenschaften, Göttingen |         |
| IMPRS for Molecular Biomedicine                                                                          | Max-Planck-Institut für molekulare Biomedizin, Münster |         |
| IMPRS for Molecular Life Sciences: From Biological Structures to Neural Circuits (Details)               | Max-Planck-Institut für Biochemie, Martinsried Max-Planck-Institut für biologische Intelligenz, München                                                                                       |         |
| IMPRS for Molecular Organ Biology                                                                        | Max-Planck-Institut für Herz- und Lungenforschung, Bad Nauheim |         |
| IMPRS of Molecular Plant Physiology                                                                      | Max-Planck-Institut für molekulare Pflanzenphysiologie, Potsdam-Golm |         |
| IMPRS for Moral Economies of Modern Societies                                                            | Max-Planck-Institut für Bildungsforschung, Berlin |         |
| IMPRS on Multiscale Bio-Systems (Details)                                                                | Max-Planck-Institut für Kolloid- und Grenzflächenforschung, Potsdam-Golm |         |
| IMPRS for Neural Circuits                                                                                | Max-Planck-Institut für Hirnforschung, Frankfurt am Main |         |
| IMPRS on Neuroscience of Communication: Function, Structure and Plasticity                               | Max-Planck-Institut für Kognitions- und Neurowissenschaften, Leipzig |         |
| IMPRS for Neurosciences                                                                                  | Max-Planck-Institut für biophysikalische Chemie, Göttingen Max-Planck-Institut für experimentelle Medizin, Göttingen Max-Planck-Institut für Multidisziplinäre Naturwissenschaften, Göttingen |         |
| IMPRS Physics and Medicine                                                                               | Max-Planck-Institut für die Physik des Lichts, Erlangen |         |
| IMPRS for Physics of Biological and Complex Systems                                                      | Max-Planck-Institut für Dynamik und Selbstorganisation, Göttingen Max-Planck-Institut für Multidisziplinäre Naturwissenschaften, Göttingen                                                    |         |
| IMPRS Physics of Light                                                                                   | Max-Planck-Institut für die Physik des Lichts, Erlangen |         |
| IMPRS for Population, Health and Data Science                                                            | Max-Planck-Institut für demografische Forschung, Rostock |         |
| IMPRS for Precision Tests of Fundamental Symmetries                                                      | Max-Planck-Institut für Kernphysik, Heidelberg |         |
| IMPRS on Principles of Microbial Life (Details)                                                          | Max-Planck-Institut für terrestrische Mikrobiologie, Marburg |         |
| IMPRS for Quantitative Behaviour, Ecology and Evolution                                                  | Max-Planck-Institut für Verhaltensbiologie, Radolfzell/Konstanz |         |
| IMPRS for Quantum Dynamics and Control                                                                   | Max-Planck-Institut für Physik komplexer Systeme, Dresden |         |
| IMPRS for Quantum Dynamics in Physics, Chemistry and Biology                                             | Max-Planck-Institut für Kernphysik, Heidelberg |         |
| IMPRS for Quantum Science and Technology                                                                 | Max-Planck-Institut für Quantenoptik, Garching |         |
| IMPRS on Reactive Structure Analysis for Chemical Reactions                                              | Max-Planck-Institut für Chemische Energiekonversion, Mülheim an der Ruhr Max-Planck-Institut für Kohlenforschung, Mülheim an der Ruhr                                                         |         |
| IMPRS for Science and Technology of Nano-Systems                                                         | Max-Planck-Institut für Mikrostrukturphysik, Halle (Saale) |         |
| IMPRS for the Science of Human History                                                                   | Max-Planck-Institut für Geoanthropologie, Jena |         |
| IMPRS on the Social and Political Constitution of the Economy                                            | Max-Planck-Institut für Gesellschaftsforschung, Köln |         |
| IMPRS for Solar System Science                                                                           | Max-Planck-Institut für Sonnensystemforschung, Göttingen |         |
| IMPRS for Successful Dispute Resolution in International Law                                             | Max Planck Institute Luxembourg for International, European and Regulatory Procedural Law, Luxemburg                                                                                          |         |
| IMPRS for Sustainable Metallurgy – from Fundamentals to Engineering Materials                            | Max-Planck-Institut für Eisenforschung GmbH, Düsseldorf Fritz-Haber-Institut der Max-Planck-Gesellschaft, Berlin                                                                              |         |
| IMPRS for Synapses and Circuits                                                                          | Max Planck Florida Institute for Neuroscience, Jupiter (Florida), USA |         |
| IMPRS for Translational Psychiatry                                                                       | Max-Planck-Institut für Psychiatrie, München |         |
| IMPRS on Trustworthy Computing                                                                           | Max-Planck-Institut für Informatik, Saarbrücken Max-Planck-Institut für Softwaresysteme, Kaiserslautern und Saarbrücken                                                                       |         |
| IMPRS for Ultrafast Imaging and Structural Dynamics                                                      | Max-Planck-Institut für Struktur und Dynamik der Materie, Hamburg |         |
| IMPRS on Understanding Complex Plant Traits Using Computational and Evolutionary Approaches              | Max-Planck-Institut für Pflanzenzüchtungsforschung, Köln |         |